# Japonski hmelj
Japonski ali enoletni hmelj (znanstveno ime Humulus japonicus) je enoletna, izjemoma tudi dvoletna, dvodomna vzpenjalka, ki izvira iz vzhodne Azije, danes pa jo gojijo kot okrasno rastlino po vsem svetu.

## Opis
Japonski hmelj za rast potrebuje oporo drugih rastlin, pri čemer se pri rasti ovija levosučno. Listi so gosto srhkodlakavi, okrogle oblike, sestavljeni pa so iz 5 do 9 elipsastih listnih krp. Enospolni cvetovi se združujejo v zelenkasto rumena, večinoma pokončna socvetja. Iz oplojenih svetov nastanejo jajčasta do podolgovata viseča zelena soplodja, dolga med 1,5 in 3 (redkeje do 4) cm.
Za rast potrebuje veliko sončne svetlobe in vlage ter s hranili bogato prst, zaradi česar se najpogosteje zadržuje ob vodnih telesih in na poplavnih območjih.

## Invazivna vrsta
Domovina japonskega hmelja je Azija, kjer uspeva v zmernem pasu ter v tropskih gozdovih Vietnama. V ZDA so rastlino prinesli v začetku 19. stoletja, tam pa se je hitro razširila na veliko področje, ki danes obsega celotno vzhodno Kanado in vzhodno polovico ZDA, kjer že velja za invazivno vrsto. Tako je razširjen od Severne Dakote na zahodu do Maine-a na vzhodu in od Minnesote na severu do Georgie na jugu. V Sloveniji ga prav tako obravnavamo kot invazivno vrsto, na Slovenskem pa se je pojavil okoli leta 1950 kot okrasna rastlina. Z vrtov se je ponekod že razširil na rečne brežine, od koder bi se lahko razširil še naprej.